# Catedral de Ginebra

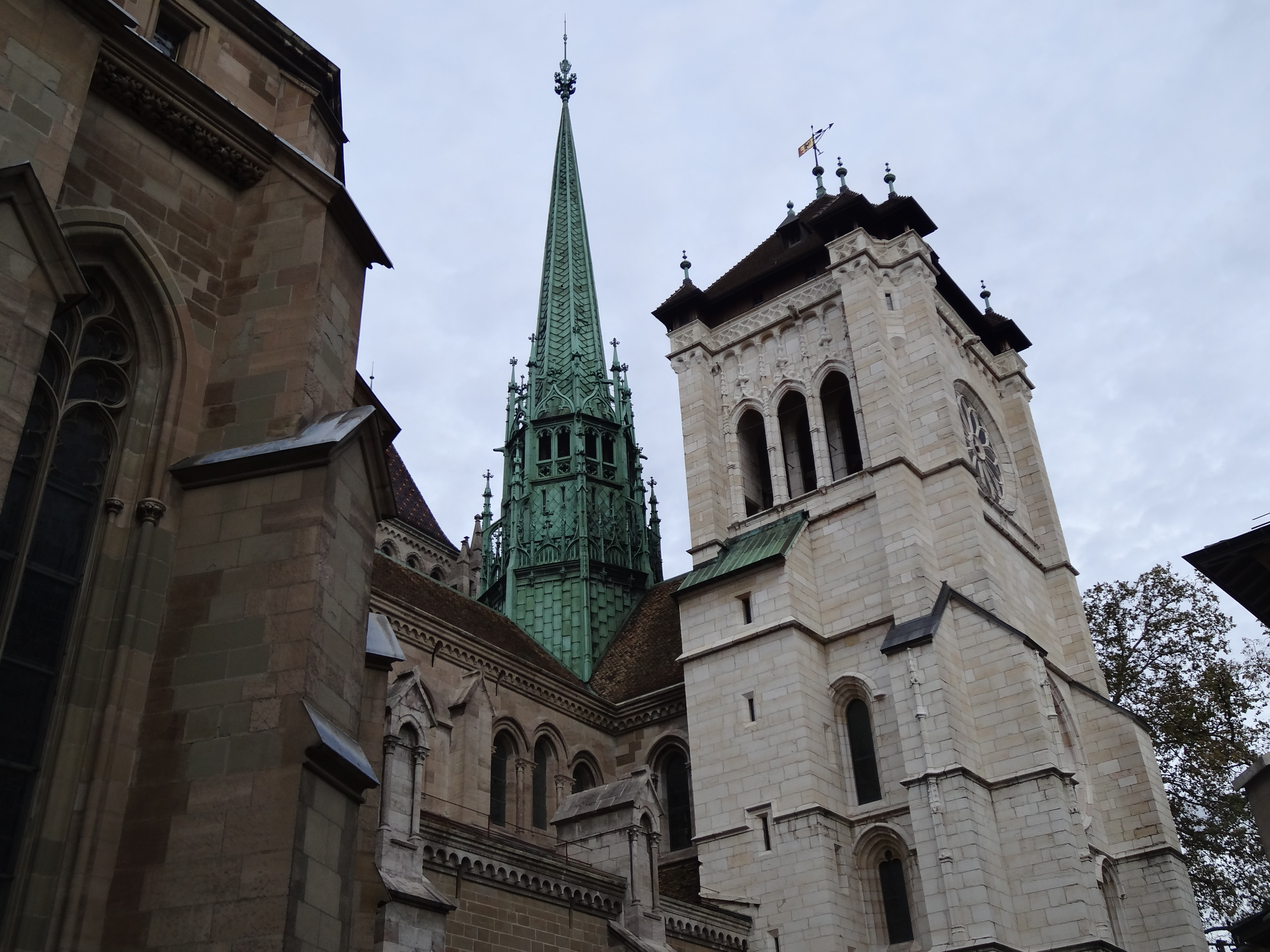
Aguja de la Catedral de Ginebra.

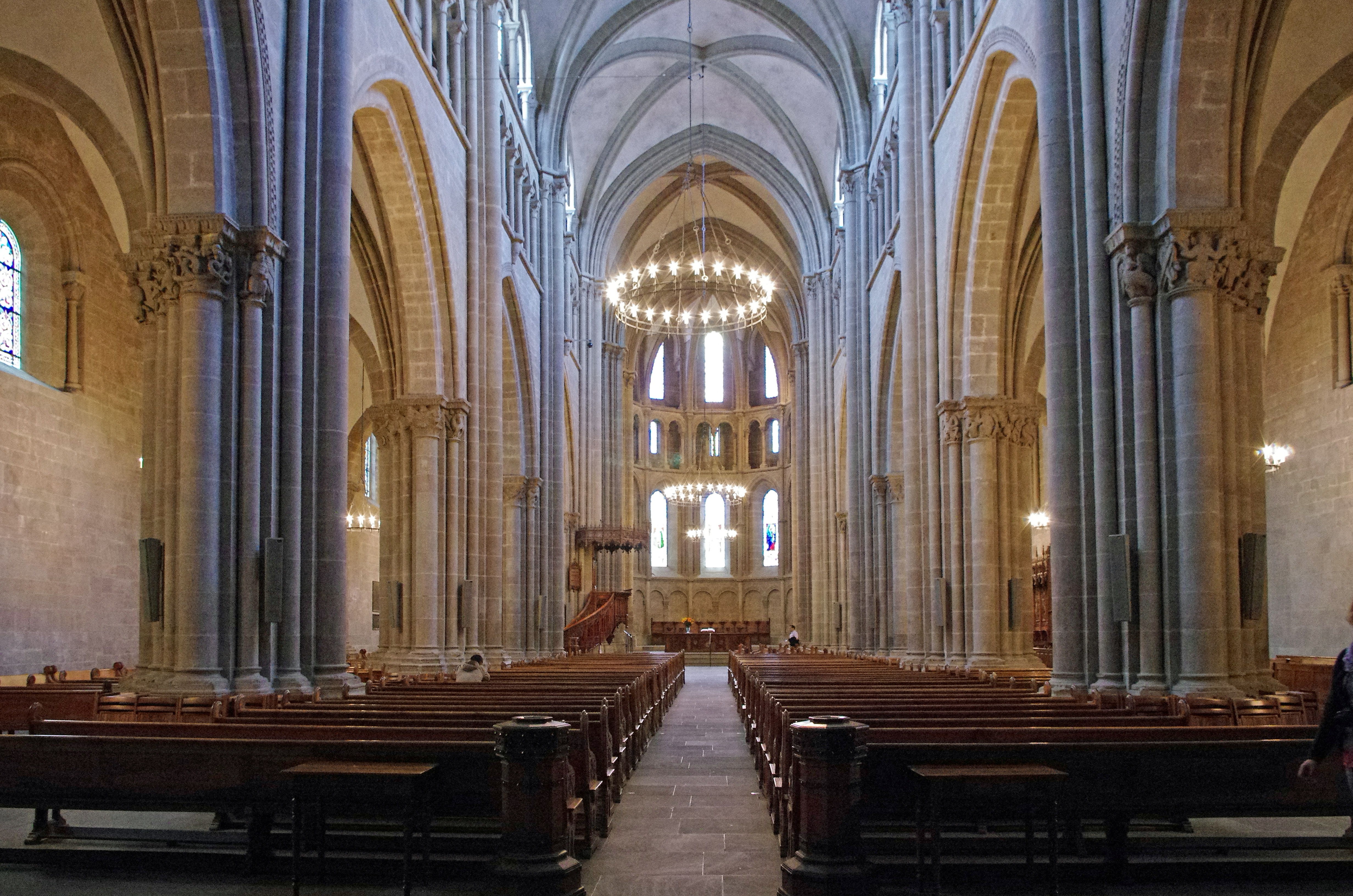
Nave principal de la Catedral de Ginebra.

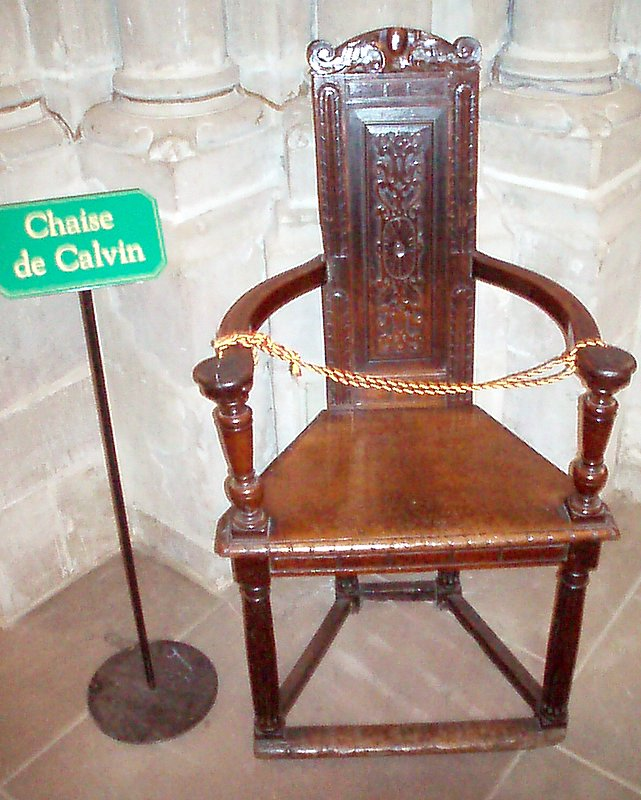
Silla de Calvino.

La Catedral de San Pedro de Ginebra (en francés: Cathédrale Saint-Pierre de Genève) es una catedral ubicada en la ciudad de Ginebra, Suiza, perteneciente a la Iglesia protestante de Ginebra. Fue comenzada en el siglo XII, e incluye una ecléctica mezcla de estilos. Es conocida sobre todo por ser la iglesia madre adoptada por Juan Calvino, uno de los líderes de la Reforma Protestante, quien instauró un gobierno teocrático en la ciudad. En el interior de la iglesia se conserva una silla de madera usada por Calvino durante sus sermones.

## Construcción
La zona debajo de la catedral ha sido excavada recientemente con amplitud, revelando la rica historia del lugar que data del tiempo de los romanos. Desde el siglo VIII al X, fue una de las tres catedrales que coexistieron en el lugar. El edificio actual ha crecido desde una catedral dedicada al uso eclesiástico y un culto funerario cristiano temprano; las otras dos estructuras, absorbidas en el siglo XII por el crecimiento del edificio que queda, estaban dedicadas al parecer a usos diferentes, uno para los sacramentos públicos y la otra para enseñanzas religiosas.
La catedral actual (originalmente un templo católico dedicado a San Pedro) se empezó a construir en el siglo XII en estilo románico y se completó en el siglo XIII con elementos góticos, lo que refleja las influencias arquitectónicas de su tiempo.

## Reforma calvinista
En el siglo XVI, la ciudad de Ginebra se convirtió al protestantismo bajo el liderazgo de Juan Calvino, uno de los reformadores más influyentes durante la reforma protestante. En 1535, la catedral fue transformada en un templo protestante. Se prohibió la misa, se destruyeron los ornamentos católicos como las imágenes, estatuas, pinturas y cuadros. Las campanas de la catedral, que estaban desde la época medieval, fueron retiradas y fundidas. El altar mayor fue sustituido por un púlpito central para la predicación. De esta manera se instauró de forma permanente el culto calvinista en la catedral. El obispo de Ginebra Pierre de La Baume, junto con todos los sacerdotes, fueron expulsados de la ciudad. La sede episcopal de la Diócesis de Ginebra tuvo que trasladarse a Annecy.
En el Siglo XVIII, se añadió la fachada neoclásica que hoy caracteriza la entrada principal de la catedral.
En el Siglo XIX el papa Pío VII fusionó la Diócesis de Ginebra con la Diócesis de Lausana, con la sede episcopal en la ciudad de Friburgo, creando así la Diócesis de Lausana, Ginebra y Friburgo.

## Actualidad
Durante el siglo pasado, la catedral fue sometida a una magna restauración. Se limpió y consolidó la fachada principal, se reparó la estructura de la torre y se le agregó un nuevo conjunto de campanas fabricadas en Lyon, Francia. Se limpiaron todos los vitrales, se repararon la bóveda principal y las laterales y finalmente se limpiaron todos los muros. Con esto la catedral recuperó su belleza original, a fin de que el edificio histórico pueda ser disfrutado por futuras generaciones.
Fue declarada en el año 2007 como Patrimonio europeo.
El 29 de febrero de 2020, se celebró por primera vez una misa 484 años después de que la catedral fuera transformada en un templo protestante y estuviera prohibido el culto católico.